# Kurt Exner (Politiker)
Kurt Georg Exner (* 15. Mai 1901 in Berlin; † 12. November 1996 ebenda) war ein deutscher SPD-Politiker.

## Leben
Exner trat nach dem Ersten Weltkrieg in die SPD ein. Seit 1926 war er hauptamtlicher Gewerkschaftssekretär im Vorstand des Allgemeinen Deutschen Gewerkschaftsbundes. 1929 wurde er Mitglied der Bezirksverordnetenversammlung in Berlin-Neukölln. Bis 1933 war er Vorsitzender der damals größten SPD-Abteilung in Berlin, welche die Parteimitglieder im heutigen Reuterkiez umfasste. Nach der Machtübernahme durch die Nationalsozialisten arbeitete er als Geschäftsleiter im Verlag Dr. A. Ristow, der bis zum August 1935 die regimekritische Wochenzeitschrift Blick in die Zeit herausgeben konnte. Die Schriftleitung hatte Andreas Gayk übernommen.
Nach 1945 lebte Exner im Ost-Berliner Bezirk Prenzlauer Berg, dessen Bezirksbürgermeister er nach der Absetzung seiner Parteikollegin Ella Kay durch die sowjetische Besatzungsmacht von Januar bis November 1948 war. Auch Exner bekam Probleme mit der sowjetischen Militäradministration, welche die SED bevorzugte und die SPD – obwohl sie aufgrund des Viermächte-Status auch im Ostteil Berlins zugelassen war – behinderte. Infolgedessen wechselte er nach West-Berlin in den Bezirk Neukölln. Von 1949 bis 1959 war er Bezirksbürgermeister von Neukölln.
Willy Brandt, Regierender Bürgermeister von Berlin, berief ihn 1959 in das Amt des Senators für Arbeit und Soziales. Dieses behielt er auch nach Brandts Wechsel in die Bundesregierung im Senat Albertz I. Im April 1967 beendete Kurt Exner aus gesundheitlichen Gründen seine Regierungstätigkeit und schied nach der Wahl 1971 aus dem Abgeordnetenhaus aus.

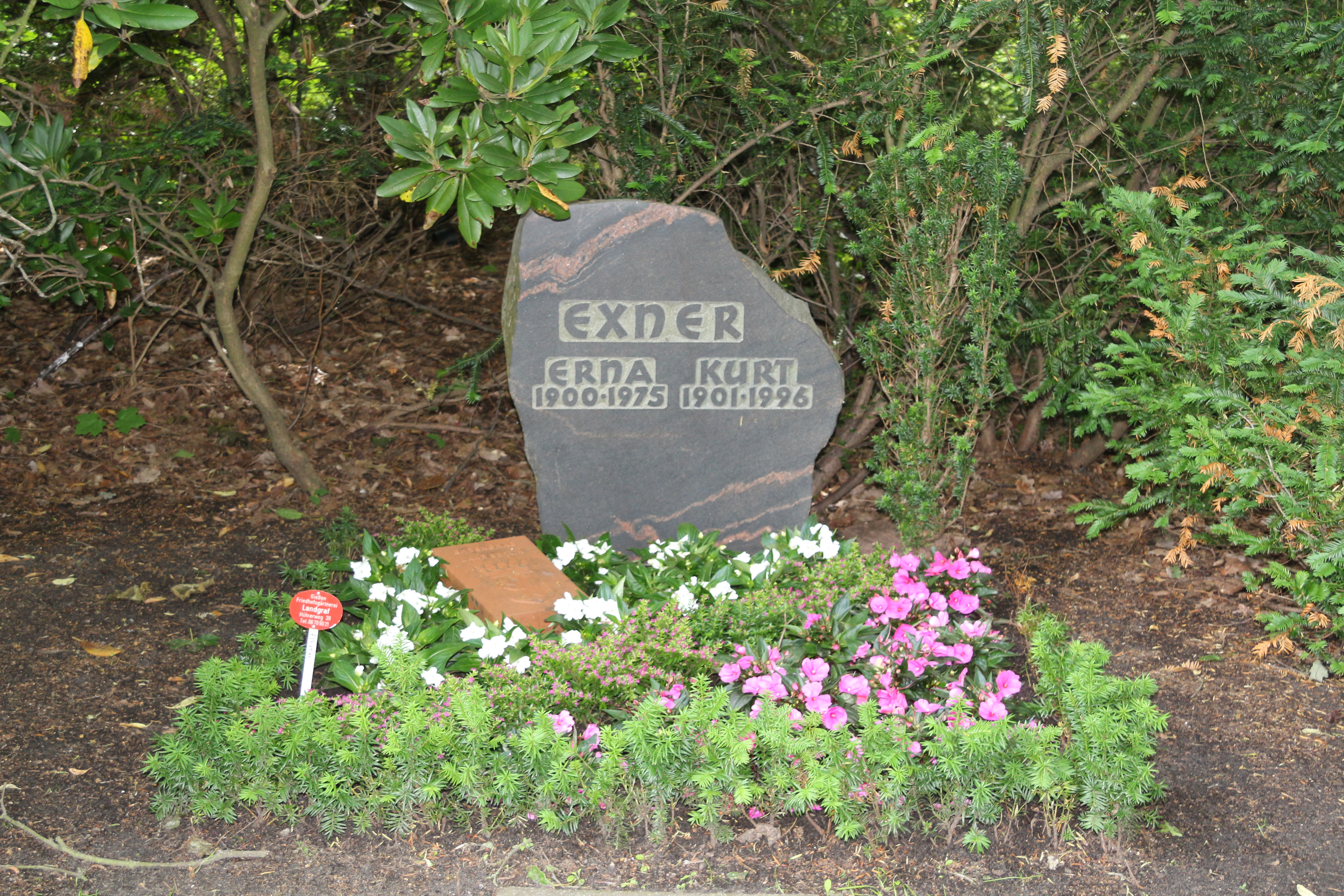
Ehrengrab Kurt Exners

## Ehrungen
- Exner wurde in einem Ehrengrab des Landes Berlin auf dem Parkfriedhof Neukölln (Urnenhain 7-5a, Exklave) bestattet.
- Er wurde 1971 zum Stadtältesten von Berlin ernannt.
- Ihm wurde 1976 die Ernst-Reuter-Plakette des Landes Berlin verliehen.
- Im Pankower Ortsteil Prenzlauer Berg ist nach ihm die Kurt-Exner-Straße benannt.
- In Berlin-Neukölln, Ortsteil Gropiusstadt, ist das Pflegezentrum Kurt-Exner-Haus nach seinem Namen benannt worden.
- Die Marie-Juchacz-Plakette der Arbeiterwohlfahrt wurde ihm 1969 verliehen.